# Lillobrug
Die Lillobrug ist eine kombinierte Straßen- und Eisenbahnbrücke über das Kanaaldok im Hafen von Antwerpen, in der belgischen Provinz Antwerpen. Sie führt zwei Fahrstreifen der Straße Lillobrug sowie zwei in den Fahrbahnbelag eingelassene Gleise der Spoorlijn 223. Für den Schiffsverkehr im Kanaaldok wurde in die Fachwerkbrücke eine zweiflüglige Strauss-Klappbrücke integriert. Mit einer Spannweite von 86 Metern ist sie die weltweit zweitgrößte Klappbrücke dieser Bauform. Errichtet wurde die Brücke im Rahmen einer großangelegten Hafenerweiterung in den 1960er Jahren, die Eröffnung fand am 28. Juli 1967 statt. Namensgeber ist das ehemalige Dorf Lillo, dass im Zuge der Hafenerweiterung abgerissen wurde. Seit November 2019 ist sie wegen dringend nötiger Wartungsarbeiten außer Betrieb, die grundlegende Überholung soll Ende 2027 abgeschlossen sein.

## Geschichte

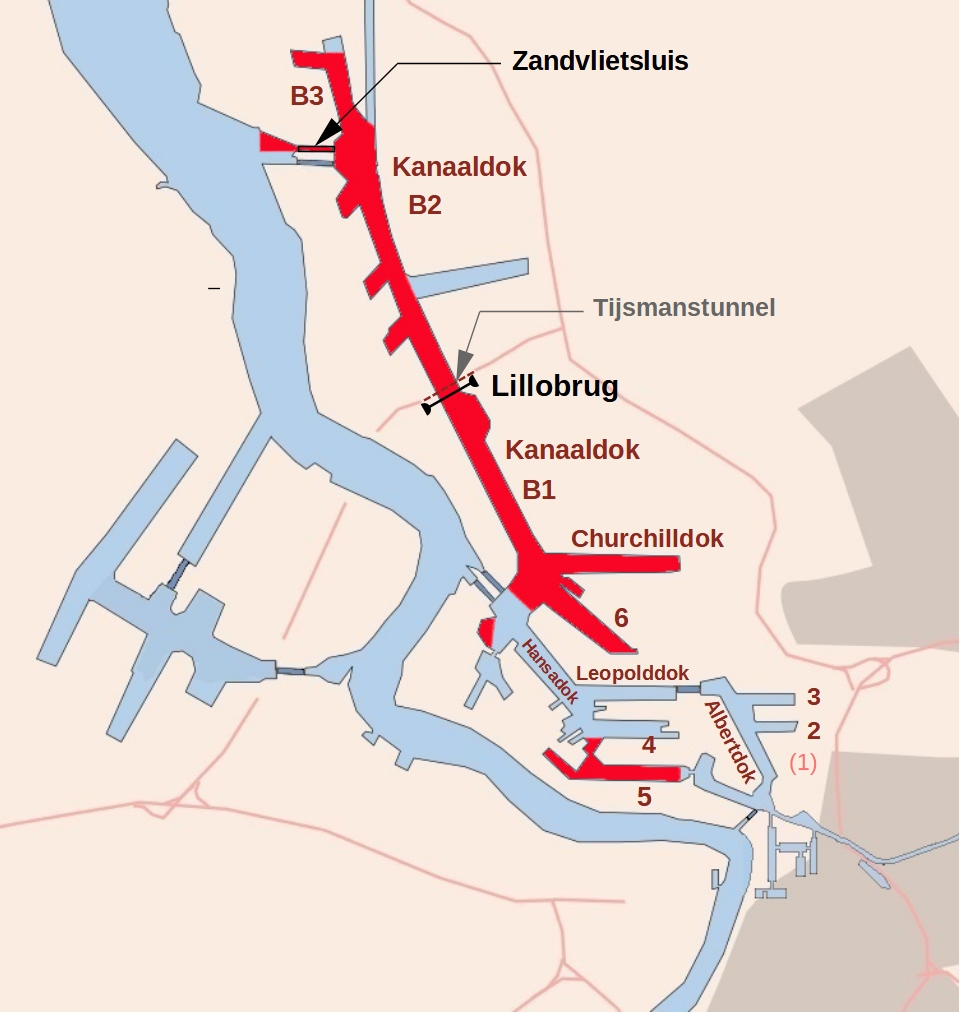
Erweiterungen des Hafens von Antwerpen im Rahmen des Zehnjahresplans 1957–1967

Die belgische Regierung beschloss 1956 einen Zehnjahresplan zum Ausbau des Hafens von Antwerpen, der maßgeblich die großangelegte Erweiterung am rechten Scheldeufer im heutigen Stadtbezirk Berendrecht-Zandvliet-Lillo von Antwerpen beinhaltete, wo die Kanaaldoks B1 bis B3 im Norden mit einem neuen Zugang über die damals größte Schleuse der Welt, die Zandvlietsluis, entstanden. Zudem wurde oberhalb der alten Hafenanlagen das Havendok 5 und 6 sowie das Churchildok errichtet. Zwischen 1957 und 1967 verdoppelte sich sowohl die Fläche des Hafengebietes auf 10.000 Hektar als auch die darin enthaltende Wasserfläche der Hafenbecken auf 900 Hektar. Für den Straßenverkehr über das ausgedehnte Kanaaldok wurde bis 1967 der 820 Meter lange vierspurige Frans Tijsmanstunnel und für den Eisenbahnverkehr die benachbarte etwa 700 Meter lange zweigleisige Lillobrug gebaut. Während der Bauphase entschied man sich allerdings, die Eisenbahnbrücke auch für den Straßenverkehr nutzbar zu machen, und versah sie mit einem Straßenbelag mit eingelassenen Gleisen. Um den Schiffsverkehr durch die Brücke nicht zu behindern, integrierte man eine zweiflüglige Strauss-Klappbrücke, die eine Durchfahrtsbreite von 80 Metern bietet. Die Bauarbeiten an den Brückenpfeilern begannen am 25. Januar 1965 und die einschließlich der Zufahrten fertiggestellte Brücke konnte am 28. Juli 1967 in Betrieb genommen werden.
Die Brücke wurde erstmals 1995/96 umfassend überholt, aber in den 2010er Jahren musste sie häufig wegen Reparaturarbeiten für mehrere Tage oder Wochen außer Betrieb genommen werden. Da sie für Radfahrer die einzige Verbindung über das Kanaaldok war, richtete die Hafenbehörde 2016 vorübergehend eine Personenfähre ein. Seit April 2018 gibt es für Radfahrer den Fietsbus, der zwischen dem linken und rechten Scheldeufer (Liefkenshoektunnel) sowie über das Kanaaldok verkehrt (Tijsmanstunnel). Im März 2019 wurde die Brücke unter Denkmalschutz gestellt und in das Inventar des architektonischen Erbes Flanderns aufgenommen (Bouwkundig Erfgoed, ID: 10767). Wegen ihres schlechten Zustandes musste sie im November 2019 für eine grundlegende Überholung voll gesperrt werden. Die Klappbrücke ist seither in der offenen Position, die Arbeiten sollen bis Ende 2027 andauern.

## Beschreibung

### Gesamtüberblick

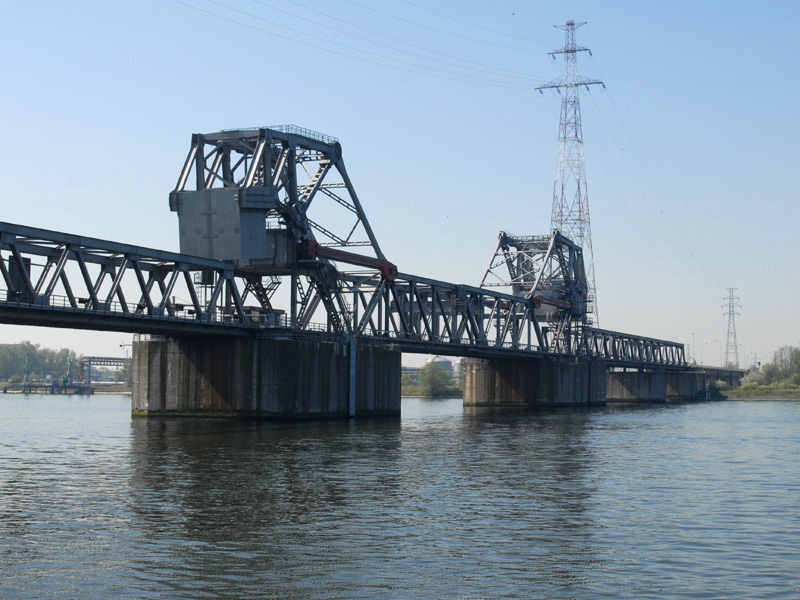
Die Lillobrug mit geschlossener Klappbrücke 2007, Blick nach Südwest

Die Lillobrug erstreckt sich von Ost nach West senkrecht zum Kanaaldok über 730 m zwischen den Enden des Betonkörpers der Widerlager, die üblich angegebene Länge zwischen den letzten Auflagern beträgt etwa 700 m. Die Brücke gliedert sich in eine zentrale Fachwerkbrücke von 400 m Länge, die wiederum aus einer zweiflügligen Strauss-Klappbrücke und zwei angrenzenden Durchlaufträgern über zwei Öffnungen mit je 128,5 m Länge besteht. Die Durchlaufträger sind als parallelgurtige Strebenfachwerke ausgeführt mit einer Konstruktionshöhe von 7,0 m und einer Breite von 12,0 m; der Abstand der Fachwerke beträgt bezogen auf ihre Mittelachsen 9,2 m. An die Fachwerkbrücke schließen sich zu den jeweiligen Widerlagern Balkenbrücken aus Spannbeton an, die aus 6 (Ostseite) beziehungsweise 4 (Westseite) Brückenfeldern von 30,55 m Länge aufgebaut sind.

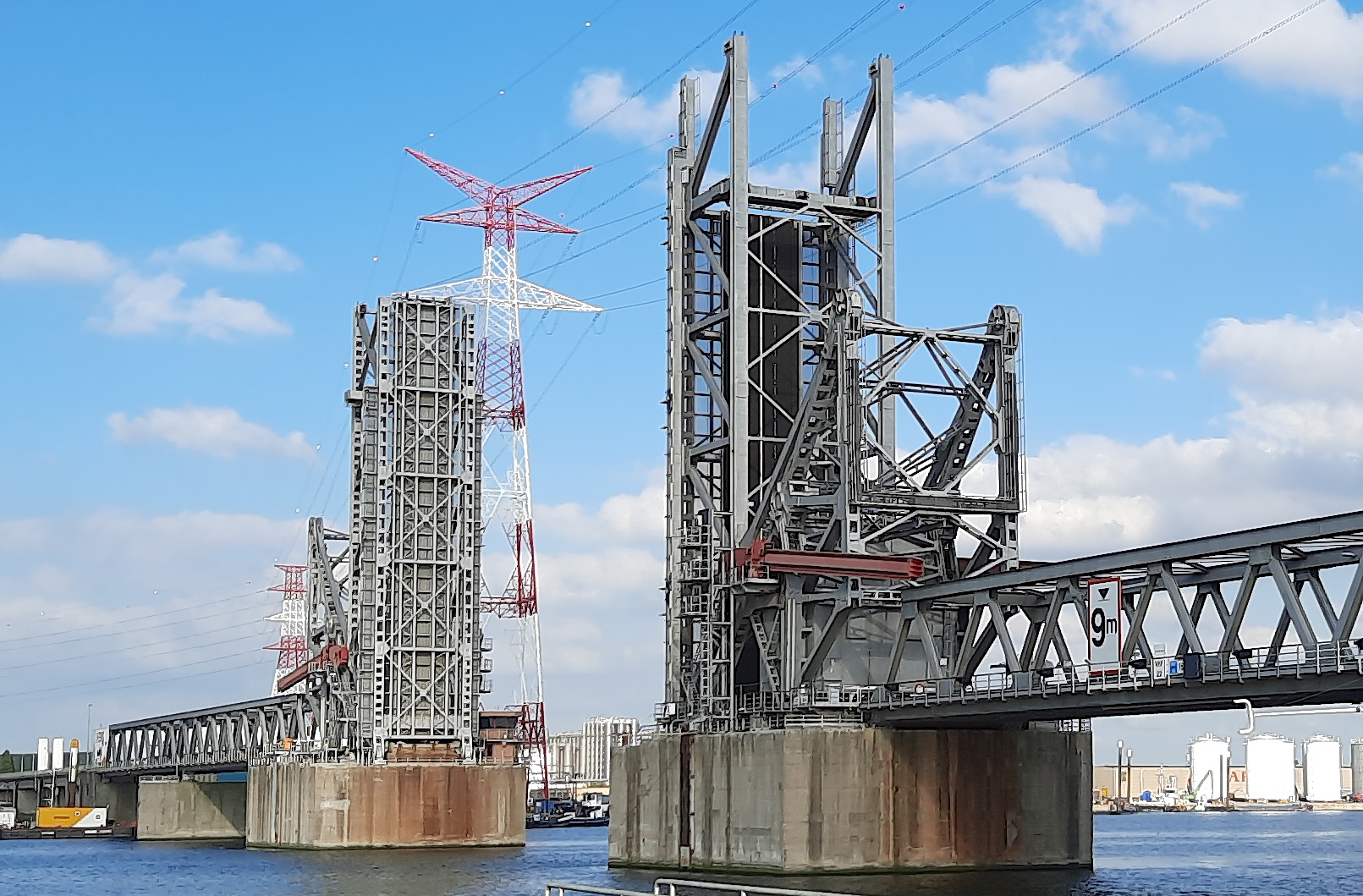
Die Lillobrug mit geöffneter Klappbrücke 2023, Blick nach Ost

Einschließlich der beiden großen Pfeiler der Klappbrücke ruht die Konstruktion auf insgesamt 14 Stahlbetonpfeilern und den beiden Widerlagern. Die sechs Pfeiler der Fachwerkbrücke sind durch Flachgründung im Kanalbett und alle restlichen einschließlich der Widerlager durch Pfahlgründung im Uferboden verankert. Die Wassertiefe des Kanaaldoks beträgt unterhalb der drei mittleren Öffnungen 16,75 m. Für den Schiffsverkehr steht eine lichte Höhe unterhalb der Fachwerkbrücke von 9,44 m zur Verfügung, die Gleis- und Fahrbahnebene liegt auf 15 m Höhe über der Wasseroberfläche. Die lichte Höhe am Ufer unterhalb der Balkenbrücken beträgt 5 m. Die Fahrbahn innerhalb der Fachwerkträger hat eine Breite von 6,1 m, bei einer Brückendurchfahrtshöhe von 5,1 m. Auf den Balkenbrücken vergrößert sich die Fahrbahnbreite auf fast 9,8 m.

### Klappbrücke

Funktion einer Strauss-Klappbrücke am Beispiel der Henry Ford Bridge
Fachwerkträger
Zugstangen
Verbindungsstreben
Gegengewichtsrahmen

Die beiden beweglichen Fachwerkträger der Klappbrücke sind als parallelgurtige Ständerfachwerke ausgeführt mit einer Konstruktionshöhe von 10,0 m und einer Breite von 12,0 m. Sie haben im geschlossenen Zustand zusammen eine Länge von 86 m zwischen ihren Drehzapfen, was der Spannweite entspricht. Das Heben und Senken der Träger erfolgt bei diesem von Joseph Baermann Strauss entworfenen Klappbrückentyp über Zugstangen (Zahnstangen, an der Brücke rot angestrichen), die das ausbalancierte System aus Fachwerkträger und Gegengewichtsrahmen bewegen. Beide Teile haben ihren eigenen Drehpunkt an den jeweiligen ruhenden Drehzapfen und sind über bewegliche Streben miteinander verbunden. Zur Kompensation der Gewichte der Träger ist am jeweiligen Gegengewichtsrahmen ein Betongewicht angebracht. Durch eine sorgfältige Abstimmung der Gewichte wird nur eine geringe Kraft an den Zugstangen benötigt, um die Konstruktion aus Stahl und Beton in Bewegung zu setzen. Besonderheit bei der Lillobrug ist die Verriegelung der beiden Klappen, die gemeinsam das mittlere Fachwerkfeld bilden. Die Fachwerke der Träger haben daher unterschiedlichen Abstände, bezogen auf die Mittelachsen sind das 9,20 m bei der Ostklappe und 11,65 m bei der Westklappe. Die Ober- und Untergurte stützen sich jeweils auf der gegenüberliegenden Klappe ab, wozu in beide Träger ein zusätzlicher Querbalken als Auflagefläche für die Obergurte eingebaut wurde. Beim schmaleren Fachwerkträger der Ostseite kragt dieser seitlich heraus und beim breiteren der Westseite kommen die jeweils anderen Obergurte innerhalb des Trägers zum Liegen. Die Querbalken sind auch der Grund für die Begrenzung der Brückendurchfahrtshöhe auf 5,1 m.